# TVライブオンライン
TVライブオンラインは、2011年9月よりILZE株式会社が運営するインターネットTV局。

## 概要
- 主にUSTREAMとYouTubeを使った配信で、生放送中にチャットで番組に参加する事ができる視聴者参加型番組。
- 「参加しよう！TVライブオンライン」をスローガンに掲げ、誰でも容易に番組に出演したり、参加することができる。
- 生放送の拠点のスタジオは、東京都渋谷区に所在する青山TVライブオンラインスタジオがある。
- 株式会社フォーチュンが運営するインターネットカフェ『まんがランド』と提携しており、同店舗にある全PCにも配信している。
- 2025年3月現在、更新停止状態である。

## 配信番組一覧

### 月曜日
- 11:00:番組【KamiKami美容室】
- 17:00:番組【ハロー！！私たちがカードボックスガールズです！】 出演：カードボックスガールズ
- 18:00:番組【Tokyo Style SNAP】 出演：長谷川喜十朗
- 20:00:番組【ダイちゃん寝る！】
- 21:00:番組【格闘技のチカラ☆】 出演：森本さやか ナナチャンチン 満腹ミキティ おいかわまさみ 田中クリステル 平田真徳

### 火曜日
- 16:00:番組【リラックストリーム♪】 出演：きよか 谷本千尋 小崎愛美理 鈴木はるか AIRI みやび
- 17:00:番組【We are Cosplayer】
- 18:00:番組【東京どっかん火曜日】
- 19:00:番組【アメブロでは書けない就活攻略講座】
- 20:00:番組【AAQ-TV Asian☆QのTRY2】
- 21:00:番組【Tattoo Crewの今夜は〇〇!!】 出演：Mee 田中クリステル Betty
- 22:00:番組【23歳のハローワーク】 出演：成瀬拓也
- 23:00:番組【LINK-G】 出演：GALDir

### 水曜日
- 13:00:番組【カミナリ調査隊】 出演：熊川雄大 山本伸一 高橋未奈 針ヶ谷乙樹 小川瞳 茂家瑞季 ソーズビー航洋 浅賀玲音 大西貴士
- 15:00:番組【菊地診療所】 出演：菊地栞
- 20:00:番組【綾木舞美のまんがランドONLINE!z】 出演：綾木舞美 北川千晴 北條一徳

### 木曜日
- 12:00:番組【れいちょるのオトサマランチ】 出演：広瀬玲奈 sin Bright-on
- 15:00:番組【ラーメンミュージシャン井手隊長の今3時?そうねだいたいね】 出演：井手隊長（井手琢人） 森見春菜
- 16:00:番組【森本さやかの麺トーク】 出演：森本さやか 森見春菜 おいかわまさみ
- 20:00:番組【安達有里のHappy Shine】 出演：安達有里 鈴木すぅー 豊島小南
- 21:00:番組【KamiKamiBeauty仙台】
- 22:00:番組【[マーブリーTV]】 出演：Marblee 伊藤寿賀子 細川真奈 安岡あゆみ 冨張愛 赤池永梨奈 大井智保子 越馬千春

### 金曜日
- 13:00:番組【伊藤真理の秘密の花園】 出演：伊藤真理
- 15:00:番組【渋谷でDo!東京まっくす金曜日】 出演：黒木梨帆 椿麻美 中村愛 希咲ちえみ さくら萌
- 19:00:番組【カミナリ調査隊】 出演：熊川雄大 山本伸一 高橋未奈 針ヶ谷乙樹 小川瞳 茂家瑞季 ソーズビー航洋 浅賀玲音 大西貴士
- 20:00:番組【サンライズチャンネル】 神宮アトリエ・アネックス

### 土曜日
- 13:00:番組【東京まっくす土曜日】 出演：西永彩奈 田井中茉莉亜 あずまひかり 森実咲 中村愛
- 15:00:番組【日本文化人協会】 出演：コッセこういち 赤堀晴佳 鈴木すぅー 松本アミ
- 17:00:番組【東京どっかん土曜日】 出演：織音結奈 桜木雫 槻城耀羅 早乙女ゆうき 櫻庭ゆか
- 20:00:番組【DEEP JEWELS TV】 出演：平田真徳 茂木康子 沼田亮 DEEP JEWELS
- 22:00:番組【責任はキミが取る！】 出演：うしおたいち 沼田亮

### 日曜日
- 13:00:番組【もっとファッショナリズム！】 出演：安食麻衣 ほしのかな 前坂美結 菊田真衣子 さらっち 楠ろあ
- 14:00:番組【ファッションタイムsideA】 出演：茂木里奈 久月えりか 竹馬ゆりえ
- 15:00:番組【佐藤樹理亜の日曜クラブ】 出演：佐藤樹理亜 うなまる
- 15:00:番組【しずくの暴走中！】 出演：桜木雫 まこ
- 16:00:番組【ライタスターキーのサニースマイルズ】 出演：ライタスターキー
- 19:00:番組【fashion time HARAJUKU】 出演：中沢ひめか 原宿ファッション女学院
- 21:00:番組【ZEAL-STUDIO】
- 23:00:番組【Hey!ベガとも!!】 出演：ベガス味岡 HEY!たくちゃん 目力王頼朝